# El messies de Dune
El messies de Dune (en anglès, Dune Messiah) és una novel·la de ciència-ficció escrita per Frank Herbert, la segona de la saga Dune. Publicada l'any 1969.

## Trama
El messies de Dune se situa dotze anys després dels fets descrits a Dune, amb en Paul “Muad’Dib” Atreides governant com a emperador. Després de ser nomenat messies pel grup fremen, es desencadenà una jihad que va conquerir la major part de l’univers. En Paul és l’emperador amb més poder que s'hagi conegut mai, però se sent impotent per aturar els efectes letals del gegant religiós que ha creat. Aquesta croada provoca un gran nombre de morts i les visions predictives d'en Paul anuncien que tot anirà a pitjor. Motivat per aquest coneixement especial, en Paul desitja reconduir la humanitat cap a un camí que no la porti a la destrucció, alhora que fa de governant de l’imperi i de líder religiós dels frémens.

## Edicions en català
- El messies de Dune, traduïda per en Lluís Delgado, Duna llibres, Barcelona 2023. ISBN 9788412614404.[1][2]